# Копальня Азнек
Копальня Азнек — перспективний гірничодобувний майданчик в центральній частині Узбекистану, перші роботи на якому виконані на початку 2020-х років.
Видобуток фосфоритів в Узбекистані вперше організували наприкінці 1990-х через створений коштом державних інвестицій Кизилкумський фосфоритний комплекс, який здійснює розробку Джерой-Сардаринського родовища фосфоритів. На початку 2020-х розвиток галузі спробували підтримати залученням приватних інвесторів. Так, латвійська компанія «BAO Resources» отримала права на ділянку Азнек Каракатинського родовища, яка лежить за три десятки кілометрів на південь від Джерой-Сардаринського. Ресурси ділянки оцінюються у 132 млн тонн руди із середнім вмістом пентаоксиду фосфору 17,2 %.
У 2021-му повідомлялось, що на Азнек вже почались розкривні роботи, втім, поступ проєкту доволі повільний. Так, в 2023 році на зустрічі представників узбецької влади та інвестора все ще йшлось про майбутнє спорудження збагачувальної фабрики.